# Adam Worth
Adam Worth (Alemanya, 1844 – Londres, 8 de gener de 1902) va ser un criminal estatunidenc d'origen alemany. Va ser sobrenomenat «el Napoleó del món criminal» pel detectiu de Scotland Yard Robert Anderson, i és referit freqüentment com «el Napoleó del Crim». L'escriptor Sir Arthur Conan Doyle va poder haver-se inspirat en ell per desenvolupar el personatge del Professor Moriarty en les seves novel·les i relats de Sherlock Holmes.

## Primers anys
Adam Worth va néixer a Alemanya, en el si d'una família jueva pobra. El seu nom original va podria haver estat “Werth”. Quan tenia cinc anys, la seva família es va mudar als Estats Units i es va assentar a Cambridge, Massachusetts on el seu pare va treballar com a sastre. En 1854 es va escapolir de casa vivint primer a Boston i després, al 1860, a Nova York. Allí Worth va treballar com a dependent durant un any en un magatzem.
Quan la Guerra Civil Americana va esclatar, Worth tenia 17 anys. A fi d'allistar-se en l'Exèrcit de la Unió, va mentir sobre la seva edat i va servir en el 2n d'Artilleria pesant de Nova York, Bateria L (més tard anomenat 34a Bateria de Nova York). En dos mesos va ser promocionat a Sergent, resultant ferit en la Segona Batalla de Bull Run el 30 d'agost de 1862 i traslladat a un hospital de Georgetown a Washington, D. de C. A l'hospital va saber que havia estat anotat com Caigut en Combat i va deixar l'hospital sense aclarir l'error.

## Carrera criminal
Worth es va convertir en -bounty jumper- es va allistar en diversos regiments usant identitats falses, rebent la seva paga i desertant després. Quan l'Agència de Detectius Pinkerton va començar a seguir-li la pista, com a molts altres que usaven mètodes similars, va fugir a Nova York i va marxar a Portsmouth.
Després de la guerra, Worth va esdevenir en carterista a Nova York. Al cap d'un temps va formar la seva pròpia banda de carteristes, i va començar a organitzar robatoris i atracaments. Va ser atrapat robant la caixa d'un vagó Adams Express i va ser sentenciat a tres anys de presó a Sing Sing; però se'n va escapar al cap de poc i va continuar la seva carrera criminal.
Worth va començar a treballar per a la famosa traficant d'articles robats i organitzadora criminal Fredericka “Marm” Mandelbaum. Amb la seva ajuda, Worth es va estendre al robatori de bancs i magatzems cap a 1866 i finalment va començar a planejar els seus propis cops. Al 1869 va ajudar a Manelbaum en la fugida de Charley Bullard, expert en caixes fortes, de la presó de White Plains. Van realitzar la fugida a través d'un túnel.
El 20 de novembre de 1869 Worth i Bullard van robar la cambra cuirassada del Banc Nacional de Boylston a Boston, de nou mitjançant un túnel des d'una botiga limítrofa. El banc va alertar als Pinkertons, els quals van seguir la pista del vaixell que Worth i Bullard havien usat per traslladar el botí a Nova York. Adam Worth va decidir mudar-se a Europa amb Bullard.

## Activitat delictiva a Europa
Bullard i Worth van viatjar primer a Liverpool. Bullard havia pres la identitat de “Charles H. Wells”, un empresari del petroli texà. Worth era el financer “Henry Judson Raymond”, el nom que usaria d'ara endavant durant anys. Van començar a competir per l'atenció d'una cambrera anomenada Kitty Flynn, qui finalment va conèixer les seves veritables identitats. Es va convertir en l'esposa de Bullard, però no rebutjava a Worth. L'octubre de 1870 Kitty va donar a llum una filla, Lucy Adeleine, i set anys després va tenir una altra filla anomenada Katherine Louise. La paternitat d'ambdues nenes queda per al debat. És possible que la mateixa Kitty no ho sabés, però Bullard i Worth reclamaven igualment a ambdues nenes. William Pinkerton creia que Adam Worth era realment el pare de les dues filles de Kitty.
Quan els Bullards eren a la seva lluna de mel, Worth va començar a robar cases de préstecs locals. Va compartir el botí amb Bullard i Flynn quan van tornar i, junts, els tres van anar a París el 1871.
A París la força policial estava encara desorganitzada després dels esdeveniments de la Comuna de París. Worth i els seus socis van fundar un “Bar Americà”, un bar i restaurant en la planta baixa i un local de joc en el pis de dalt. Atès que el joc era il·legal, les taules de joc van ser fetes de manera que podien plegar-se i ocultar-se en les parets i sòl. Un timbre podia accionar-se des de baix per avisar els clients abans de qualsevol batuda. Worth va formar una nova banda de socis, inclosos alguns dels seus vells companys de Nova York.
Quan Allan Pinkerton, fundador de l'Agència de Detectius Pinkerton, va visitar el lloc en 1873, va ser reconegut per Worth. Més tard, la policia de París va fer batudes en nombroses ocasions i pet aquest motiu Worth i els Bullards van decidir abandonar el restaurant. Worth va usar el lloc per última vegada per enganyar a un joier de diamants i els tres es van mudar a Londres.

## Mestre del crim a Londres
A Anglaterra, Worth i els seus socis van comprar el Western Lodge en Clapham Common. També van llogar un apartament a Mayfair i van entrar en l'alta societat. Va formar la seva pròpia xarxa criminal i va organitzar grans robatoris i assalts a habitatges a través de diversos intermediaris. Aquells que treballaven en els seus assumptes mai coneixien el seu nom. Worth insistia que els seus subordinats no havien d'usar violència.
Scotland Yard finalment va descobrir la seva xarxa encara que inicialment no van ser capaços de provar res. L'inspector John Shore va assumir la captura de Worth com la seva missió personal.
Les coses van començar a anar malament quan el germà de Worth, John, va ser enviat a cobrar un xec fals a París, la qual cosa va provocar el seu arrest i extradició a Anglaterra. Worth va aconseguir que l'exoneressin i que fos enviat als Estats Units. Quatre dels seus socis van ser arrestats a Istanbul per estendre falses lletres de crèdit i va haver d'emplear una considerable quantitat de diners per subornar als jutges i a la policia. Bullard es va anar tornant més i més violent a mesura que el seu alcoholisme empitjorava, i finalment va marxar a Nova York seguit poc després per Kitty.
En 1876, Worth va robar personalement una pintura de Thomas Gainsborough recentment redescoberta sobre Gerogiana Cavendish Duquessa de Devonshire. La va sostreure d'una galeria londinenca de Thomas Agnew i Fills amb l'ajuda de dos socis. Va prendre la pintura i no va tractar de vendre-la, la qual cosa va fer que els dos homes que van participar en el robatori, Junka Phillips i Little Joe, s'anessin impacientant. Phillips va intentar fer-li parlar sobre el robatori en presència d'un informador de la policia i Worth el va acomiadar immediatament. Worth va facilitar diners a Little Joe per tornar a EUA on va intentar robar la Union Trust Company, però va ser arrestat i va parlar amb els Pikertons que a la vegada van alertar a Scotlan Yard. No obstant això, encara no van poder provar res.
Worth va portar la pintura amb ell fins i tot quan viatjava i organitzant nous robatoris. Al final va decidir viatjar a Sud-àfrica on va robar diamants en brut per valor de $500.000. De tornada a Londres, va fundar Wynert & Company amb la qual va vendre diamants a més baix preu que la competència.
En els anys 1880 Worth es va casar amb Louise Margaret Boljahn usant encara el nom Henry Raymond i van tenir un fill i una filla, Henry i Beatrice. És possible que la seva dona no conegués la seva veritable identitat. Va portar la pintura de contraban a EUA i la va deixar allí.

## Error i captura
En 1892 Worth va decidir visitar Bèlgica on Bullard complia condemna de presó. Havia estat treballant amb Max Shinburn, el rival de Worth, quan la policia els va capturar a tots dos. Worth va sentir que Bullard havia mort recentment.
El 5 d'octubre, Worth improvisa el robatori d'un camió de transport de diners a Liège amb dos nous socis amb els quals encara no havia treballat. Un d'ells era l'americà Johnny Curtin. El robatori va sortir realment malament i la policia el va capturar en l'acte. Els altres dos van escapar.
A la presó, Worth es va negar a identificar-se i la policia belga va fer indagacions a l'estranger. Tant el Departament de Policia de Nova York com Scotland Yard el van identificar com Worth, encara que els Pinkertons no van dir res. Maw Shinburn, ara a la presó, va explicar a la policia tot el que sabia. A la presó Worth no va saber res sobre la seva família a Londres, però va rebre una carta de Kitty Flynn, qui es va oferir a pagar el seu defensa.
El judici de Worth va tenir lloc el 20 de març de 1893. El fiscal va fer servir tot el que sabia sobre Worth. Aquest va negar rotundament que tingués alguna cosa a veure amb diversos delictes dient que l'últim robatori havia estat un acte estúpid que havia comès per necessitat. Totes les altres acusacions, incloses aquelles de les policies britànica i americana, van ser simples rumors. Worth va declarar que la seva riquesa provenia del joc legal. Al final Worth va ser sentenciat a set anys per robatori i enviat a la presó de Leuven.
Durant el seu primer any a la presó, Shinburn va contractar a altres interns per apallissar a Worth. Després Worth va saber que Johnny Curtin, qui suposadament havia cuidat de la seva dona, realment l'havia seduït i abandonat. Després ella havia embogit i havia estat reclosa en un asil. Els nens estaven a cura del seu germà John als Estats Units.

## Alliberament i últims anys
Worth va ser posat en llibertat amb antelació en 1897 per bon comportament. Va tornar a Londres i per obtenir fons va robar 4.000 lliures en una botiga de diamants. Quan va visitar a la seva dona, ella amb prou feines el va reconèixer. Després va viatjar a Nova York a visitar als seus fills, va reunir-se amb William Pinkerton, a qui va descriure amb gran detall els esdeveniments de la seva vida. El manuscrit escrit per Pinkerton encara es conserva e els arxius de l'Agència de Detectius Pinkerton, a Van Nuys, Califòrnia.
A través de Pinkerton, Worth va acordar la devolució del quadre La duquessa de Devonshire a Agnew & Sons a canvi de $25.000. L'intercanvi es va realitzar a Chicago el 28 de març de 1901. Worth va tornar a Londres amb els seus fills i va passar la resta de la seva vida amb ells. El seu fill es va beneficiar d'un acord entre Allan Pinkerton i el seu pare, gràcies al qual va desenvolupar la seva carrera com a detectiu per Pinkerton.
Adam Worth va morir el 8 de gener de 1902 i va ser enterrat en el Cementiri de Highgate en una tomba comuna per a persones pobres, sota el nom de «Henry J. Raymond». La Societat Judeo Americana per a la Preservació Històrica (Jewish American Society for Historic Preservation) va erigir una petita làpida el 1997 per assenyalar el seu lloc de repòs.

## Adam Worth en la cultura popular
Com s'ha indicat anteriorment, s'ha especulat abundantment que l'autor Arthur Conan Doyle usà a Worth com el prototip per a l'adversari de Sherlock Holmes, Professor Moriarty. En la seva columna “Llibres Vius” (“Books Alive”) en el Chicago Sunday Tribune (26 de desembre de 1943), Vincent Starrett va escriure: «Worth va ser el Professor Moriarty original. Aquesta informació, que no és coneguda generalment, va ser revelada per Conan Doyle en conversa amb Dr. Gray C. Briggs de Sant Lluís, segons el Dr. Briggs em va explicar en una ocasió.» Starrett va ser un bon amic de Dr. Gray Chandler Briggs (1882-1942), doctor de Sant Lluís i especialista en rajos X.
El biògraf d'Adam Worth, Ben Macintyre també rastreja la inspiració per al relat "Macavity, el Gat Misteriós", en el llibre de T.S. Eliot titulat "Old Possum's Book of Practical Cats" (1939). Andrew Lloyd Webber, al seu torn, va basar el seu èxit musical “Cats” en l'obra de T. S. Eliot, incloent-hi el personatge Macavity, qui segons Demeter i Bombalurina, és “el Napoleó del Crim!”
Michael Caine interpreta a Adam Worth en la pel·lícula “Harry and Walter go to New York”. Encara que Worth correctamnt és retratat com una gran ment criminal, els successos de la trama no estan basats en fets reals.
En la sèrie “Sanctuary” del canal anglès SyFy Channel, Adam Worth és un dels vilans principals, encara que el personatge és irlandès i inclou elements del “Dr Jeckyll i Mr Hyde” de Robert Louis Stevenson.
La vuitena temporada de la serie Ments Criminals (Criminal Minds) de la CBS mostra el nom d'Adam Worth usat com a pseudònim per al villà principal, John Curtis “l'Imitador” (Mark Hamill).